# Malé muzeum Bible
Malé muzeum Bible je muzeum v Pelhřimově, založeno bylo 1. února 2016 a sídlí v budově čp. 45 ve Starém Pelhřimově. Muzeum je zřizováno spolkem Biblický teologický seminář, sběratelem biblí a správcem muzea je teolog Vladislav Donát.

## Expozice
Expozice v muzeu představují historii Bible na českém území a v sbírkách je k 1. únoru 2016 celkem 352 různých výtisků Bible.
V muzeu jsou uvedeny staré tisky, tj. výtisky Bible z 16. až 18. století, důležitými vydáními Bible jsou části Bible kralické, Melantrichova Bible, Lutherova Bible a další, Posléze jsou ve sbírkách uvedeny novodobé knižní výtisky Bible, celkem je v mnoha jazycích vystaveno cca 60 různých výtisků. V části výstavy, která je věnována kuriozitám jsou vystaveny například Lego Bible či Minecraft Bible, vystavena je také Bible v Braillově písmu a další zajímavosti. V expozici je možnost tisknout stránku Bible na replice knihtiskového stroje a další části z tzv. zážitkové expozice.